# 帮派分子

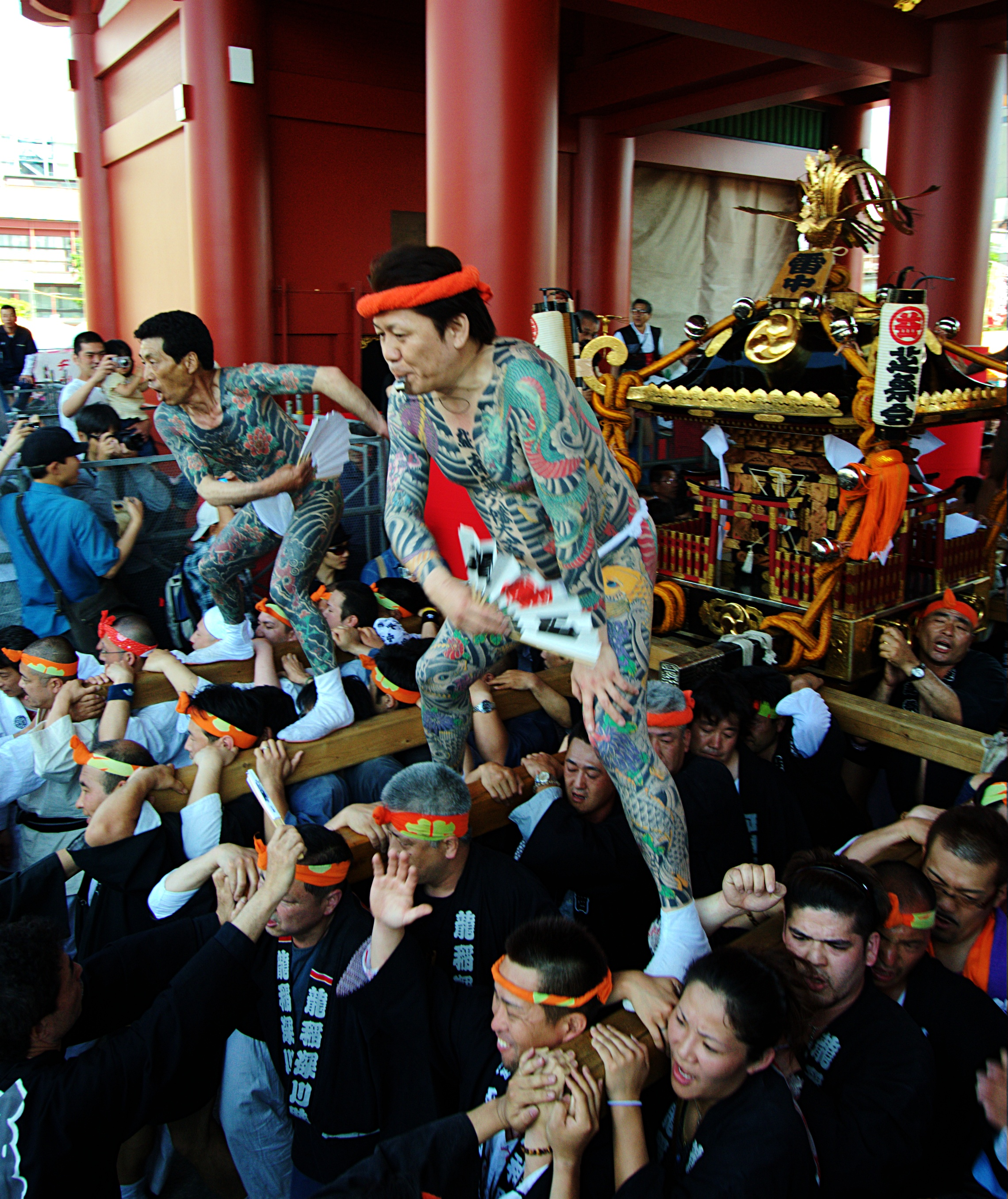
日本帮派分子“雅庫扎”

帮派分子是幫派的成员。与单干的犯罪者相比，他们可以倚仗帮派完成更大、更复杂的违法勾当。如今帮派分子是许多小说、电影、电视剧和电子游戏的主题。